# GAGキング
GAGキング（ギャグキング）は、かつての日本の漫画賞。1989年から1997年にかけて『週刊少年ジャンプ』（集英社）にて実施されていた少年向けギャグ漫画の新人募集企画。

## 概要
週刊少年ジャンプで主にギャグ漫画を担当していた茨木政彦によって、ギャグ漫画の発掘・育成を目指して設置された。「笑わせたらOK」といった様式で、ページ数や漫画形式は自由であった。賞として、賞金50万円と『週刊少年ジャンプ』掲載を確約。
マスコットキャラであるギャグ王は第1回～第5回まではひのき一志が作画担当していたが、第5回でキング受賞者が出なかった事により、第5回ストーリー部門賞受賞者である石田ヒコクと交代し、キャラデザインも一新した。しかし、第6回ではキングどころか準キングすら出ない結果に終わり、石田ヒコク作画のギャグ王は第6回のみで終わった。以降はマスコットキャラ不在の状態が続き、またその後もキング受賞者が出ないなど漫画賞としての結果が出せなくなったため、第8回をもってGAGキングは終了となった。
漫☆画太郎・つの丸・うすた京介など、後に同誌で連載デビューを果たす漫画家も多数輩出した。

## 受賞一覧
第1回(1989年52号発表)
- キング - 漫☆画太郎『人間なんてラララ』（『珍遊記 -太郎とゆかいな仲間たち-』を連載開始）
- 準キング - ヒコボシ『アワビ様』『マジャスティク12』
- 準キング - 木戸麻美『目立ってんじゃねえよ!!』
- 特別賞 - 天野ふたば『おぢぞーさん』
- 特別賞 - DODON GA DON『DONCHAN'S THEATER』
- 残念賞 - ゴンズマン『ゴル子13』
- 残念賞 - 後藤貴宏『THE FLY』

第2回(1990年52号発表)
- キング - 小島茂之『拳闘王ゴッドフェニックス順平』
- 準キング - つの丸『さる大使』（『モンモンモン』を連載開始）
- 特別賞 - シギーちゃん『モリ監督の大冒険』
- 特別賞 - うすた京介『ザ★手ぬきくん対物酢御くん』（赤塚賞の受賞を経て『セクシーコマンドー外伝 すごいよ!!マサルさん』を連載開始）
- 残念賞 - ガチョン太朗『虫さされに木工用ボンド』（『大相撲刑事』を連載開始）

第3回(1992年3・4合併号発表)
- キング - 福耳ノボル『やばい!!』
- 準キング＋えんどコイチ賞 - 苅部誠『スーファミパパ』（挿絵、4コマ等の下積みを経て『地獄戦士魔王』を連載開始）
- 会場賞＋特別賞 - 澤川景一『エッグマン』
- 徳弘正也賞＋残念賞 - 林爆象『大衆娯楽漫画 きくらげ劇場』
- にわのまこと賞＋A・シュワルツェネッガー賞 - 水谷正範『ぼくのお父さん』
- 漫☆画太郎賞 - 田代哲也『平成のおたんこ親父焼き肉屋へ行く』
- サンプラザ中野賞 - 水野康弘『コンビニへ行こう』

第4回(1993年2号発表)
- キング - なにわ小吉『まるまった亀』（本名・連絡先の書き忘れにより連絡先不明となり、名乗り出てもらうためペンネームを一部伏せた「なにわXX」名義で掲載。その後『王様はロバ』を連載開始）
- 準キング - 中森茂『プロキャメラマン アミーゴ馬場』
- ストーリー部門賞 - 池田佳正『変態家族』
- 一発部門賞 - 友利好希『無題』
- 4コマ部門賞 - 工藤和『スイマー君』

第5回(1994年1号発表)
- キング - 該当者無し
- 準キング - 皮膚まみれ『少年シャンプー』
- ストーリー部門賞 - 石田ヒコク『SPEED KING くそQ』
- 一発部門賞 - メット株郎『無題』
- 4コマ部門賞 - 伊東甲子太郎『有毒の源』
- 玉袋筋太郎賞 - 尾上智也『タイヤと友達』
- 水道橋博士賞 - 犬『とびだせ甲子園』

第6回(1995年2号発表)
- キング - 該当者無し
- 準キング - 該当者無し
- 敢闘賞 - ぽんじろう『シーシュポスの雑話』
- 殊勲賞 - ブタ山田狂死郎『7-セブン-』
- 技能賞 - 上田ドッグ『ギャグと私』
- 自由部門賞 - 藤島崇『少年シャソプ』

第7回(1996年2号発表)
- キング - 該当者無し
- 準キング - 青木和明『馬な奴 鹿な奴』
- 残念賞 - 佐藤正基『てめーら紺情だせや!!』
- 残念賞 - 伊藤啓太郎『これ大丈夫？』

第8回(1997年15号発表)
- キング - 該当者無し
- 準キング - 該当者無し
- 審査員特別賞 - 金井真隆『ぶっ飛び』